# Ducat de Trento

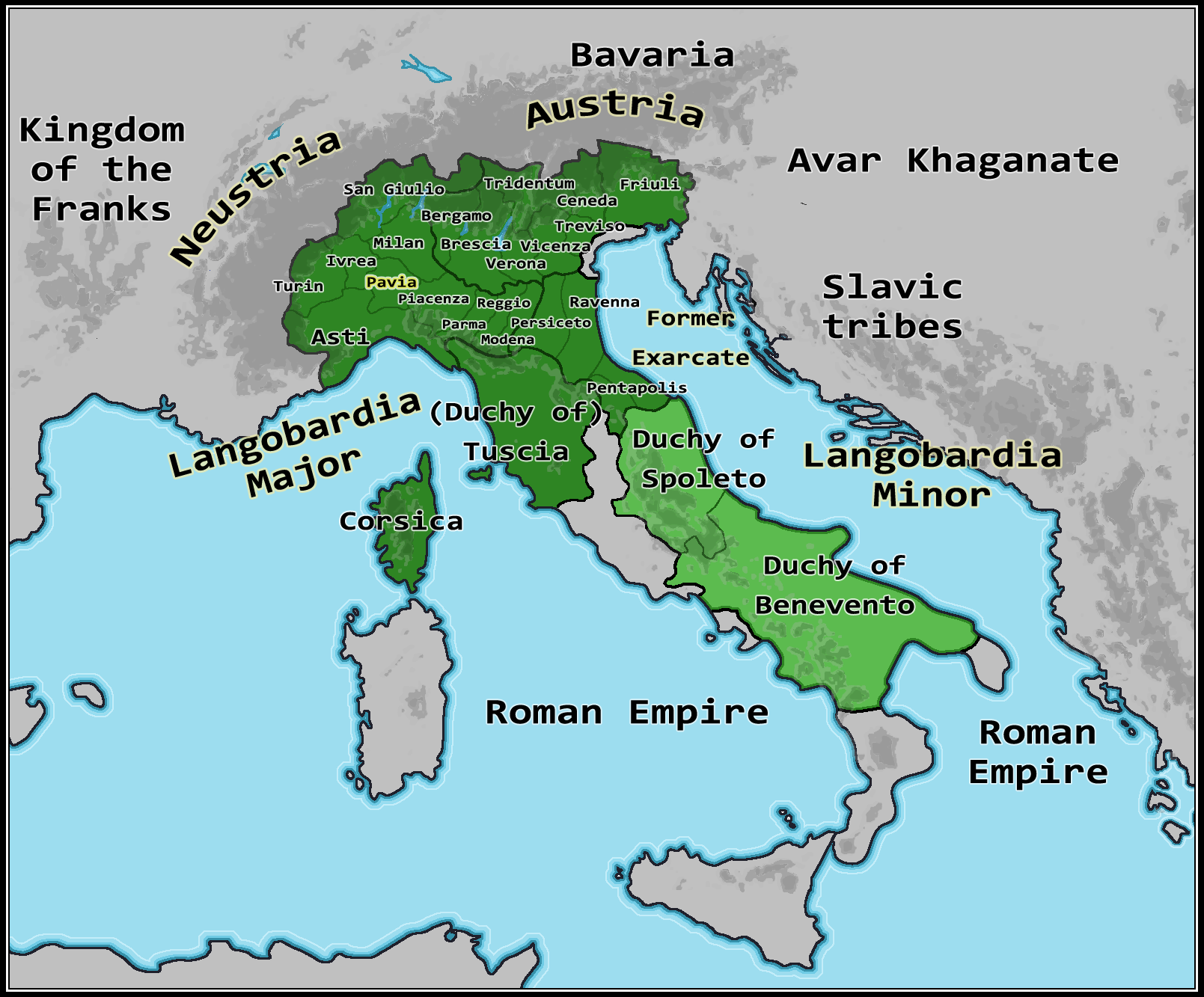
Mapa amb la localització del comtat al nord-est (Tridentium).

El ducat de Trento va ser un dels ducats establerts pels longobards a la península Itàlica. Trento va ser probablement una de les primeres ciutats a caure sota el domini dels llombards dirigits per Alboí, durant la invasió de 568-569. La constitució del ducat fou, molt probablement, en aquests mateixos anys, potser des de finals dels anys 568 (però la penetració a la muntanya ha d'haver estat molt lenta). Va ser un dels ducats més importants de Longobardia Maior també per la seva ubicació estratègica, a prop dels passos alpins. Al punt màxim el ducat incloïa l'actual Trentino (excepte Primiero i Val di Fassa) i una part del sud del Tirol d'avui (des Merano a Bolzano i fins Sabiona - Bressanone). Diversos ducs de Trento va tenir un paper important en la història del regne llombard, destacant Ewin, durant el Govern dels ducs, i Alahis, usurpador del tron longobard (688-689)

## Segle VI
Pau el Diaca (que solia utilitzar per narrar la història de les primeres dècades dels llombards al Trentí la crònica de Segon de Non) no indica la data exacta de la constitució del ducat, però probablement s'ha de col·locar en el primer període d'ocupació llombarda del nord-est d'Itàlia (568-569), encara que hi ha alguns que afirma que va venir després, sent potser Trento inicialment una dependència del ducat de Verona, que en el primer període va ser també la cort reial dels longobards. El ducat estava revestit d'un paper polític de primera importància: el mateix historiador esmenta el duc llombard Ewin entre els cinc més importants entre els trenta-cinc ducs que van governar durant el període d'interregne que van tenir els longobards, en el que van estar sense rei (574-584) i el govern va ser compartit pels ducs. En el govern d'Ewin el ducat va patir una incursió dels francs, que van aconseguir ocupar el castell de Non (de localització incerta, potser a Nanno a la Vall de Non) i la mateixa Trento, abans de ser rebutjats pel duc. Una nova incursió dels francs es va registrar una mica més tard, en els primers anys del regnat d'Autari, quan els invasors van devastar nombrosos castells del Trentí i van expulsar els habitants, i després van retornar a la seva terra - després del pagament d'un fort rescat - després de l'ascensió al tron d'Agilulf, gràcies a la intercessió de bisbe Agnello.
A la mort d'Ewin (al voltant de 595), el tron ducal va passar a Gaidoald, del que Pau el Diaca destaca la fe catòlica. L'anotació és de particular interès, ja que el ducat més tard es convertiria, en particular en temps d'Alahis, en un dels epicentres de la rebel·lió tradicionalista, anti-catòlica i pro-arriana a la Longobardia Maior a l'est del regne longobard. Ja el mateix Gaidoald havia assumit actituds d'oposició contra Agilulf, unint-se al duc de Friül Gisulf II. La dissidència, però, va ser destruïda al 602. Gaidoald va aconseguir ampliar el ducat cap a l'oest, ocupant la totalitat de Valsugana fins al Cismon, i la vall del Chiese i la del Sarca, excepte Riva, que probablement va passar a formar part del domini real. Després de la mort de Segon de Non les fonts longobardes sobre els esdeveniments són molt escasses, fins al setge d'Alahis.

## Segle VII
En els anys vuitanta del segle VII el duc Alahis es va revoltar contra el rei Perctarit, membre de la facció catòlica. Alahis, després d'haver fet una incursió reeixida contra un comte bavarès (aliat de la corona) que ocupava Bolzano, es van aixecar contra el rei, que era membre de la dinastia bavaresa i es va atrinxerar a Trent. Assetjat, se les va arreglar per sorprendre a Perctarit amb una sortida, per tal d'obligar-lo a retirar-se. Malgrat les sospites del rei, el duc va aconseguir no només el perdó, sinó també, gràcies a la intercessió de l'hereu al tron, Cunipert, que era el seu amic, també el benefici afegit del ducat de Brèscia. Alahis, més fort ara i amb el suport d'un nombre més gran de guerrers llombards, es va tornar a rebel·lar contra Cunipert mateix, l'any 688, quan va succeir al seu pare en el tron dels longobards. Entre 688 i 689 fins i tot va aconseguir establir-se a Pavia, expulsant a Cunipert, fins que el legítim rei el va vèncer i matar a la batalla de Coronate o Cornate, a la plana entre Trezzo i Cornate d'Adda.

## Segle VIII, del ducat longobard al comtat franc
Després d'Alahis, a falta de fonts directes, els historiadors creuen que el ducat de Trento va perdre la seva autonomia i es va incorporar al domini reial, governada directament per un oficial de la corona (gastald) i no per un duc semi-independent com abans. El 769 la província de Bolzano fou cedida al duc de Baviera, Tassiló III, com a dot de la núvia, filla de Desideri, però a continuació va tornar de nou sota el control dels longobards l'any 774 després de la invasió dels francs. En anys posteriors el ducat, ara sota el domini franc, fou regit pel duc Rupert, que va morir lluitant contra els bavaresos el 788. L'existència del ducat llombard a l'Alt Adigio resta testificada el 843 (Tractat de Verdun) i en altres documents del segle IX. Els carolingis organitzaven els seus dominis en comtats governats per comtes: és probable (les fonts no són molt clares al respecte) que el ducat llombard de Trent, fos organitzat sota els francs sota aquest perfil institucional (més enllà dels títols, l'organització franca era més centralitzada i els comtes francs depenien directament de la corona).